# Ле-Бурде
Ле-Бурде́ (фр. Le Bourdeix) — коммуна во Франции, находится в регионе Аквитания. Департамент — Дордонь. Входит в состав кантона Ле-Перигор-вер-нонтронне. Округ коммуны — Нонтрон.
Код INSEE коммуны — 24056.

## География

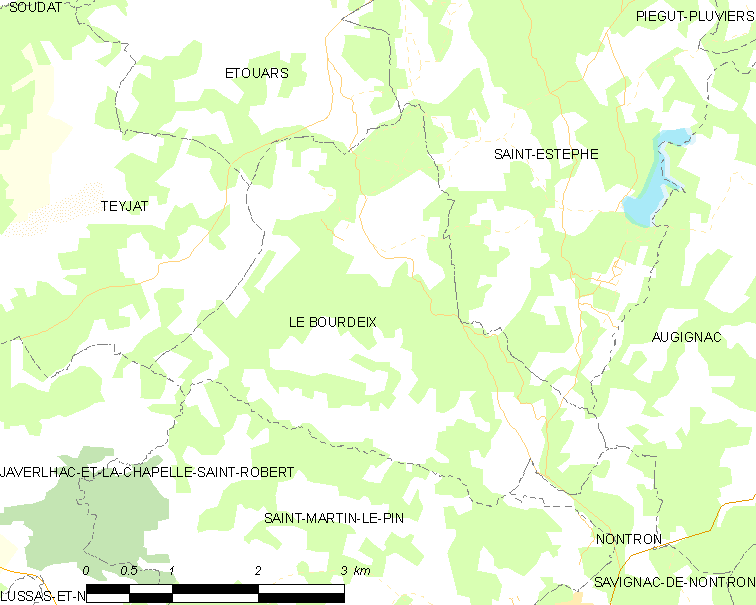
Карта коммуны

Коммуна расположена приблизительно в 390 км к югу от Парижа, в 130 км северо-восточнее Бордо, в 50 км к северу от Перигё.
По территории коммуны протекает река Ду.

### Климат
Климат умеренный океанический со средним уровнем осадков, которые выпадают преимущественно зимой. Лето здесь долгое и тёплое, однако также довольно влажное, здесь не бывает регулярных периодов летней засухи. Средняя температура января — 5 °C, июля — 18 °C. Изредка вследствие стечения неблагоприятных погодных условий может наблюдаться непродолжительная засуха или случаются поздние заморозки. Климат меняется очень часто, как в течение сезона, так и год от года.

## Население
Население коммуны на 2010 год составляло 252 человека.
| 1962 | 1968 | 1975 | 1982 | 1990 | 1999 | 2010 |
| ---- | ---- | ---- | ---- | ---- | ---- | ---- |
| 296  | 254  | 207  | 212  | 230  | 229  | 252  |

## Администрация
| Период | Период | Фамилия        | Партия                                       | Примечания  |
| ------ | ------ | -------------- | -------------------------------------------- | ----------- |
| 2001   | 2020   | Ален Лаперонни | Союз за народное движение → Debout la France | ремесленник |

## Экономика
В 2010 году среди 138 человек трудоспособного возраста (15-64 лет) 104 были экономически активными, 34 — неактивными (показатель активности — 75,4 %, в 1999 году было 70,1 %). Из 104 активных жителей работали 92 человека (43 мужчины и 49 женщин), безработных было 12 (6 мужчин и 6 женщин). Среди 34 неактивных 4 человека были учениками или студентами, 24 — пенсионерами, 6 были неактивными по другим причинам.

## Достопримечательности
- Церковь Свв. Петра и Павла (XII век). Исторический памятник с 1988 года[5]
- Башня Бурде (XII век). Исторический памятник с 1988 года[6]

## Фотогалерея

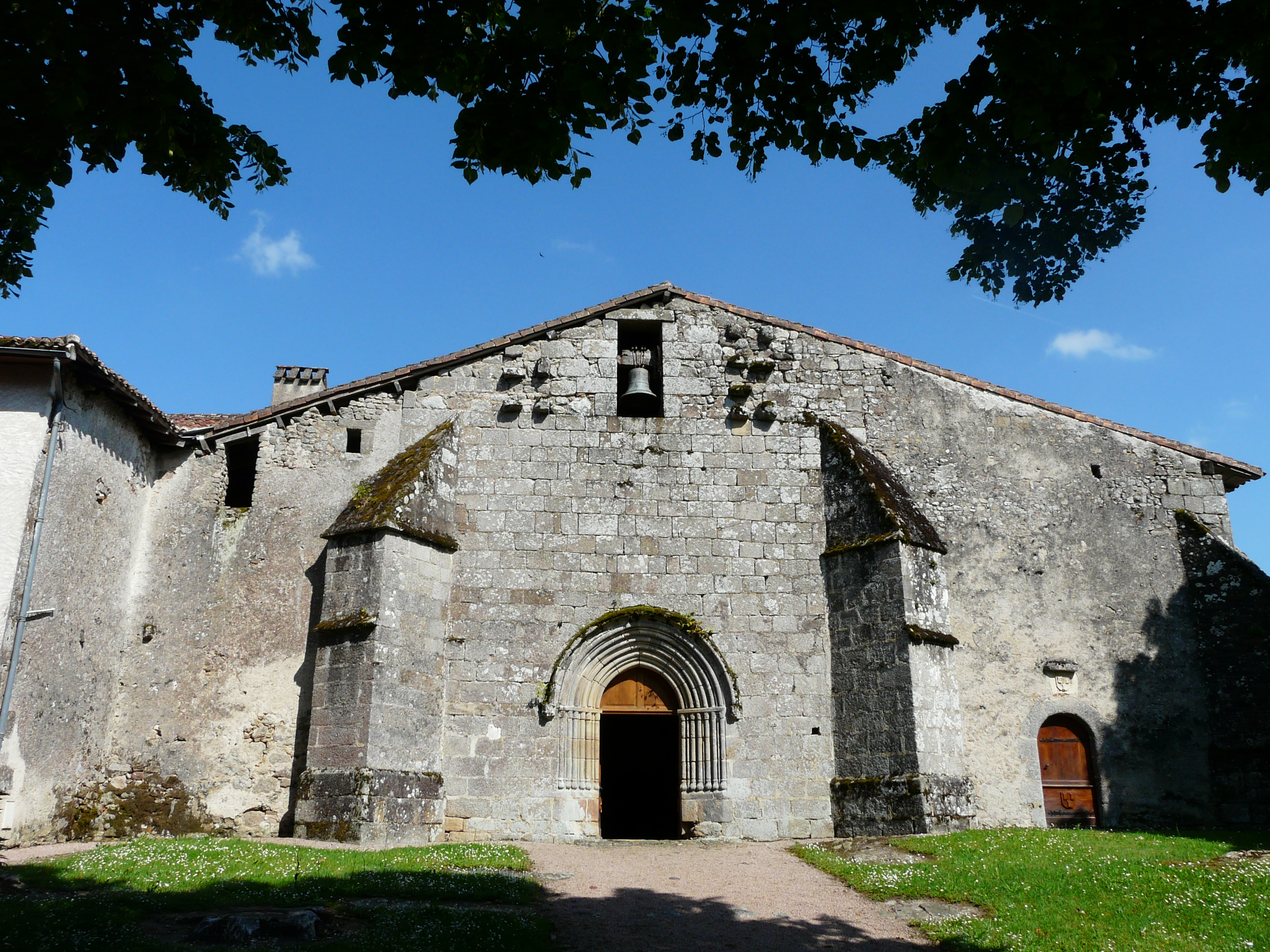
Церковь Свв. Петра и Павла
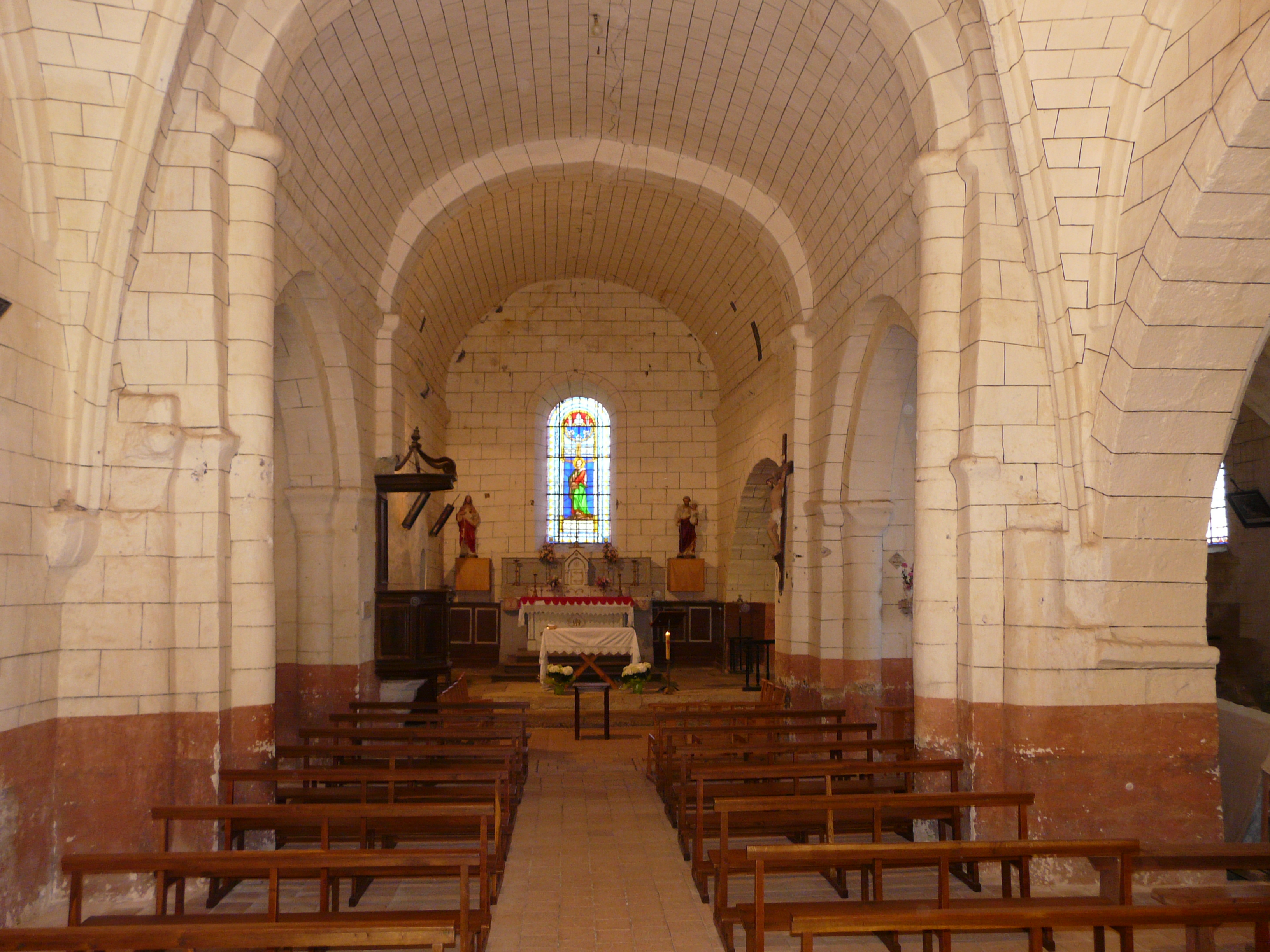
Интерьер церкви Свв. Петра и Павла
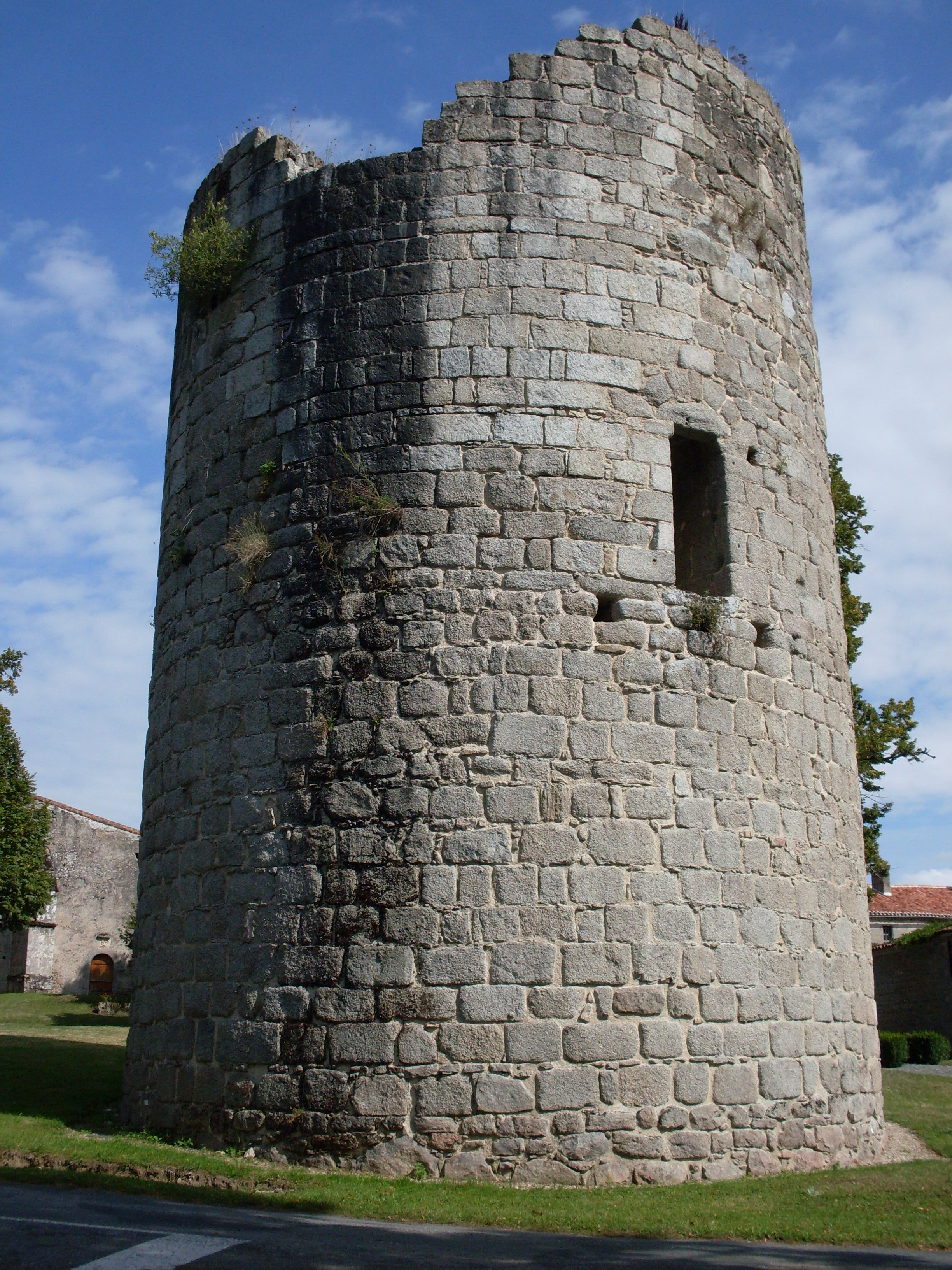
Башня Бурде
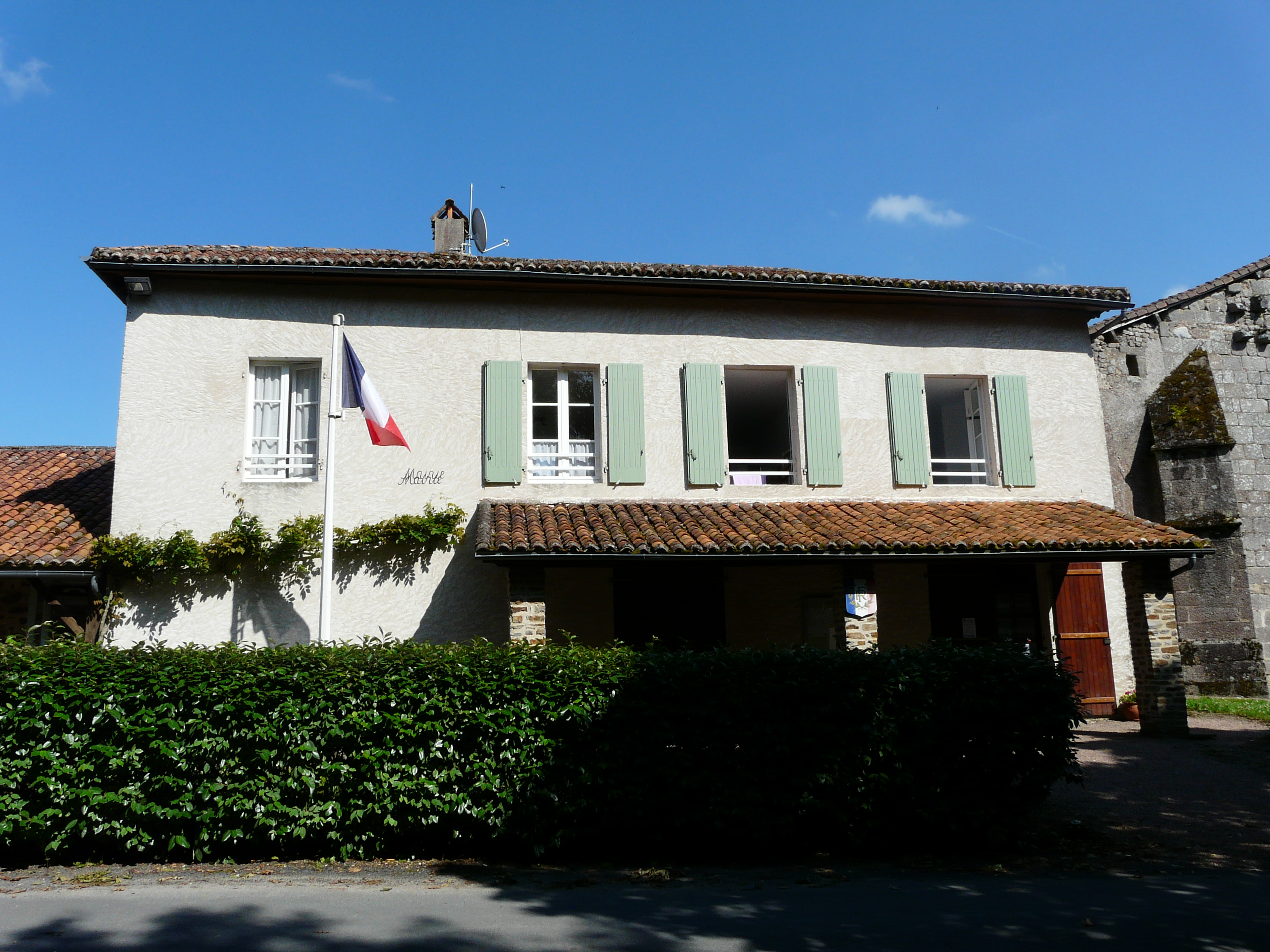
Мэрия
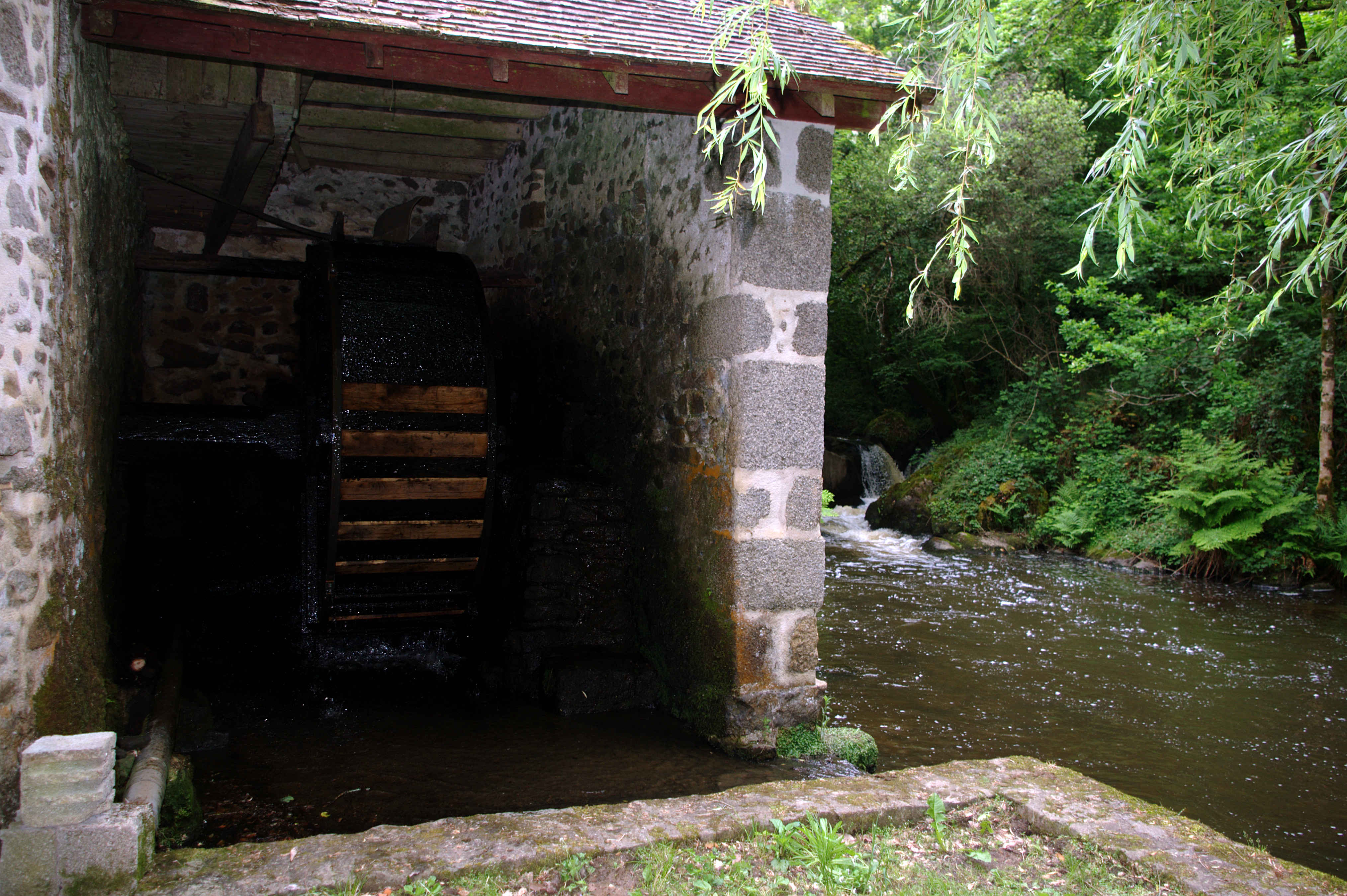
Водяная мельница Пинар
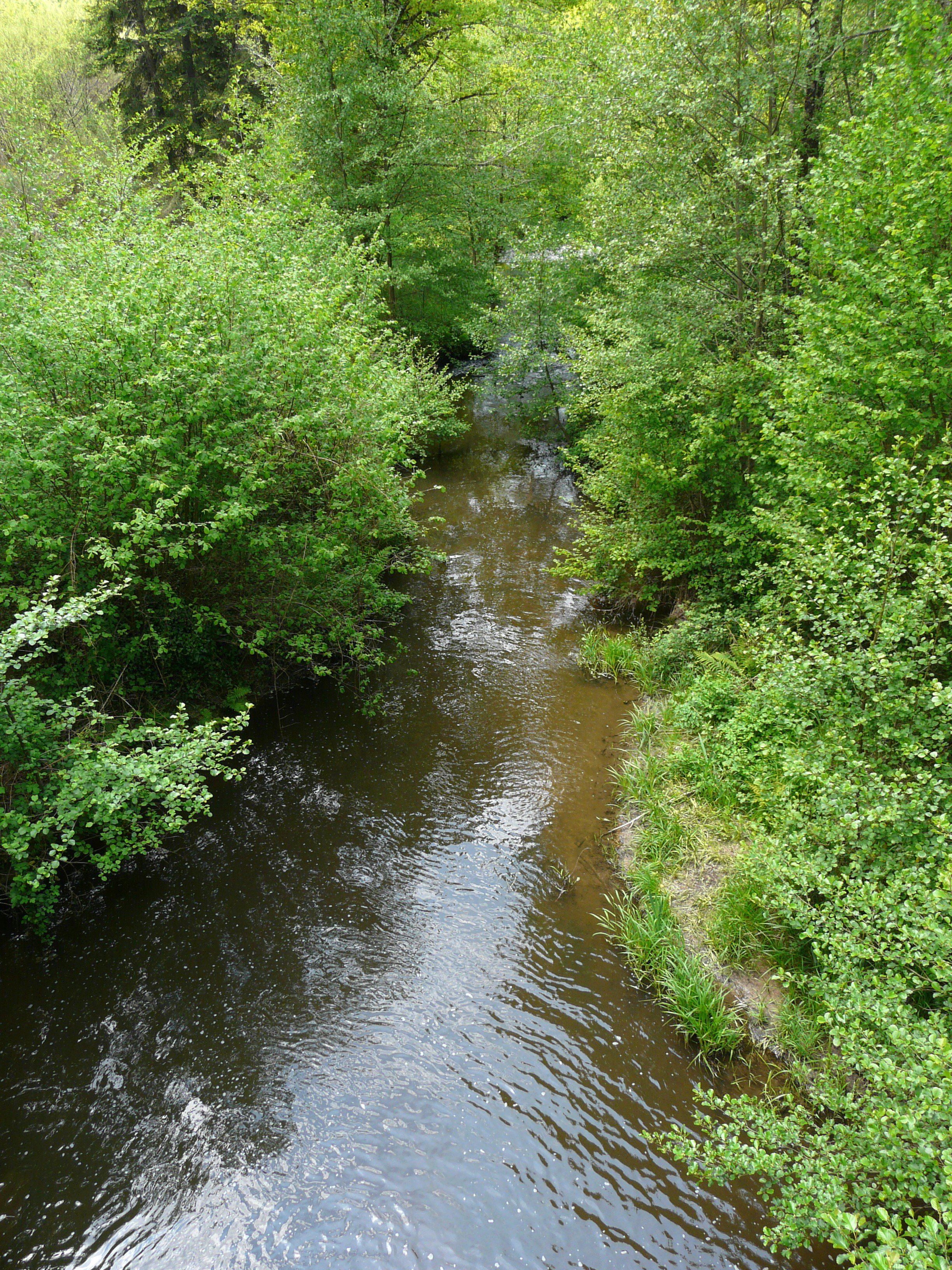
Река Ду